# Хакасский шаманизм
Хакасский шаманизм — национальная форма шаманизма, распространенная среди коренного населения Республики Хакасия. Хакасский шаманизм тесно связан с основной религией хакасов — Тенгрианством. Хакасский шаманизм включает в себя тотемизм — почитание тотемов, фетишизм — культ фетишей, анимизм — веру в духов.

## Описание
Хакасский шаманизм — это вера в шаманов и то, что они могут общаться с духами. Шаманизм не является религией.
Шаманы (хак. хам) являются посредниками между миром людей (хак. кӱнніг чир — солнечная земля) и миром духов. Шаманы делятся на три категории: «пугдуров», «пулгосов» и «чаланчиков».
«Пугдуры» относились к великим шаманам. Они имели одновременно до девяти бубнов, особый костюм, оснащенный металлическими стрелами и крыльями орла, и огромную армию сильных духов. Пугдуры руководили на горных жертвоприношениях, лечили от бесплодия женщин, получая жизненную силу — «хут» от самой богини Умай, занимались предотвращением эпизоотий скота, сопровождали души умерших людей в царство мертвых. Пугдуры в хакасском обществе иногда могли занимать высокие общественные посты.
«Пулгосы» относились к категории средних, небольших шаманов. Они обладали только одним бубном и носили простой шаманский наряд. Пулгосы занимались лечебной практикой, избавляя людей от многих болезней. Их шаманское путешествие ограничивалось соседними районами Саяно-Алтая. «Пугдуры» и «пулгосы», называвшиеся общим именем «аттығ хамнар» — то есть шаманы, имеющие бубны (букв. «конные»), проходили обряд посвящения.
«Чаланчики» представляли низшую, но самую многочисленную часть шаманов. Они обладали гипнозом и небольшим отрядом духов. «Чаланчики» не были посвящены в догматику шаманизма, не имели шаманского костюма и бубна. Они занимались лечением людей при помощи обмахивания. В качестве ритуального инструмента «чаланчики» использовали черный платок, черную мужскую одежду или ветвь березы с лентами «чалама». Они лечили людей от болезней ног и головы, от чесотки, от коликов в животе, от кашля, избавляли детей от испуга или сглаза, производили гадания и т. д.
Процесс общения с духами природы называется камланием (от тюркского слова кам — шаман). Во время камлания шаманы использовали либо бубен (хак. тӱӱр), либо в редких случаях варган. В других мирах шаману помогают бессмертные духи-помощники — тёси (хак. тӧстер). Камлания происходят в основном на священных местах Хакасии, чаще всего в горах. Много священных мест в Хакасии отмечены обаа — культовыми сооружениями для проведения обрядов почитания духов местности.
По представлению шаманистов вся вселенная разделялась на три мира — верхний, средний (солнечный) и нижний. Верхний мир населяли 9 творцов, которые в начале 20 будут заменены на одного бога, в связи с распространением в Хакасии бурханизма — религии, пришедшей с Алтая и являющейся смесью алтайского шаманизма и ламаизма (тибетского буддизма). Средний мир населяли люди и духи природы, а нижний мир населяли злые духи, и семь верховных злых божеств — ирликов, во главе с Эрлик-ханом (хак. Ирлік).
В настоящее время бурханизм, получивший распространение в первой половине 20 века в Хакасии не исповедуется, и большинство местных жителей являются православными, при этом сохраняя шаманские культы и веру в бога Тенгри. Хотя хакасский профессор Виктор Бутанаев считает истинной религией хакасов - хакасский бурханизм. Эта религия отчасти продолжает существовать, но только слово "бурханизм" в отношении хакасских национальных верований уже почти не употребляется. Важно отметить, что сейчас многие считают хакасской религией - шаманизм, но сами хакасы раньше не путали понятий шаманизм (вера в способность шаманов общаться с духами) и бурханизм. Сам хакасский бурханизм представляет собой развитую религиозную систему, основанную на тенгрианстве с примесью буддистских и христианских элементов. Сегодня обозначать хакасскую религию можно двумя терминами - тенгрианство и бурханизм, которые очень схожи, но только тенгрианство присуще многим другим тюркским народам, и конечно оно везде отличается, а бурханизм имеет в себе элементы мировых религий, с которыми хакасы не были знакомы до вхождения в состав России, так что правильного термина для обозначения хакасский верований просто сейчас не существует, и наиболее подходящий "хакасский бурханизм" широко не используется.